# Javier Calonge
Xavier Calonge es un deportista español. Actualmente es el portero del primer equipo Viva Habitat Blanes, que milita en la OK Liga, la máxima división de hockey patines de España.

## Historia
Clubes anteriores:
HP Tona, CP Vic, CP Tordera, SPRS Ploufragan, CPP Raspeig, Viva Habitat Blanes. Incluiendo también el paso por varias categorías de la selección nacional.

## Palmarés
2 Grup Tarradelles Cup (2006 & 2007)
Campeón de Europa con la selección española junior (Dinan 2001)
2 Subcampeonatos de Europa con la selección española juvenil(La Roche-sur-Yon 1998/ Vasto 1999)
2 veces campeón de España con el C.P. Vic (La Coruña 1996 infantil/ Grado 2000 junior)
3.er puesto en el campeonato de España juvenil con el c.p. Vic (Vilaseca 2000)
Campeón de Cataluña infantil con el c.p. Vich (Vilaseca 2000)
Subcampeón de Cataluña juvenil con el c.p. Vich (Manlleu 2001)
- Datos: Q5927525